# Morti nel 2012/Aprile
| Questa pagina contiene informazioni ricavate automaticamente dalle voci biografiche con l'ausilio del template Bio e di un bot. L'aggiornamento è periodico e automatico e ricostruisce completamente la pagina. Se manca una persona in questa lista, sei pregato di non aggiungerla, ma accertati piuttosto che la sua voce biografica contenga il template Bio e che i dati anagrafici siano correttamente compilati. Se il template Bio manca, inseriscilo tu stesso o, in alternativa, metti l'avviso {{tmp\|Bio}} che ne segnala la mancanza. Se i dati riportati sono sbagliati, correggi direttamente la voce biografica; le modifiche saranno visibili in questa lista entro pochi giorni. Per chiarimenti vedi il progetto biografie. La lista contiene solo le 175 persone che sono citate nell'enciclopedia e per le quali è stato implementato correttamente il template Bio. Pagina aggiornata al 10 lug 2025. |

- 1º aprile - Ekrem Bora, attore turco (n. 1934)
- 1º aprile - Sauro Bufalini, cestista e allenatore di pallacanestro italiano (n. 1941)
- 1º aprile - Giorgio Chinaglia, calciatore e dirigente sportivo italiano (n. 1947)
- 1º aprile - Leila Denmark, pediatra e supercentenaria statunitense (n. 1898)
- 1º aprile - Antonio Ghirelli, giornalista, scrittore e saggista italiano (n. 1922)
- 1º aprile - Miguel de la Madrid, politico messicano (n. 1934)
- 1º aprile - Nenne Sanguineti Poggi, artista, pittrice e giornalista italiana (n. 1909)
- 1º aprile - Ginetto Ruzzetta, cantautore e poeta italiano (n. 1934)
- 2 aprile - Rosario Bentivegna, partigiano italiano (n. 1922)
- 2 aprile - Eugenio Castigliano, tennista italiano (n. 1946)
- 2 aprile - Elizabeth Catlett, scultrice messicana (n. 1915)
- 2 aprile - Jim Delaney, pesista statunitense (n. 1921)
- 2 aprile - Anatolij Vasil'evič Ivanov, percussionista, compositore e direttore d'orchestra russo (n. 1934)
- 2 aprile - Neslişah Sultan, principessa ottomana (n. 1921)
- 2 aprile - Samia Yusuf Omar, velocista somala (n. 1991)
- 3 aprile - Aírton Pavilhão, calciatore brasiliano (n. 1934)
- 3 aprile - Arduino Bertoldo, vescovo cattolico italiano (n. 1932)
- 3 aprile - Richard Descoings, funzionario e politologo francese (n. 1958)
- 3 aprile - Frank Fucarino, cestista statunitense (n. 1920)
- 3 aprile - Raymond Jean, scrittore francese (n. 1925)
- 3 aprile - Carmine Manzi, scrittore, giornalista e saggista italiano (n. 1919)
- 3 aprile - Pier Luigi Pagani, medico italiano (n. 1923)
- 3 aprile - Franco Soresini, storico e scrittore italiano (n. 1920)
- 3 aprile - Xenia Stad-de Jong, velocista olandese (n. 1922)
- 3 aprile - Jay Strongbow, wrestler statunitense (n. 1928)
- 3 aprile - José María Zárraga, calciatore spagnolo (n. 1930)
- 4 aprile - Franco Andrei, attore italiano (n. 1925)
- 4 aprile - Juan Alberto Barea, cestista argentino (n. 1931)
- 4 aprile - Salvatore Montalto, mafioso italiano (n. 1936)
- 4 aprile - Luciano Montero Rechou, ciclista su strada spagnolo (n. 1930)
- 4 aprile - Dubravko Pavličić, calciatore croato (n. 1967)
- 4 aprile - Enrico Radio, allenatore di calcio, dirigente sportivo e calciatore italiano (n. 1920)
- 5 aprile - Joe Avezzano, allenatore di football americano e giocatore di football americano statunitense (n. 1943)
- 5 aprile - Jim Marshall, imprenditore britannico (n. 1923)
- 5 aprile - Barney McKenna, musicista irlandese (n. 1939)
- 5 aprile - Claude Miller, regista e sceneggiatore francese (n. 1942)
- 5 aprile - Bingu wa Mutharika, economista e politico malawiano (n. 1934)
- 5 aprile - Ferdinand Alexander Porsche, ingegnere, progettista e manager tedesco (n. 1935)
- 6 aprile - Felipe Fernández García, vescovo cattolico spagnolo (n. 1935)
- 6 aprile - Ottorino Fiore, politico italiano (n. 1944)
- 6 aprile - Thomas Kinkade, pittore e illustratore statunitense (n. 1958)
- 6 aprile - Jim McCullough Sr., regista, sceneggiatore e produttore cinematografico statunitense (n. 1928)
- 7 aprile - Fang Lizhi, fisico cinese (n. 1936)
- 7 aprile - Ignazio Mosé I Daoud, cardinale e patriarca cattolico siriano (n. 1930)
- 7 aprile - Mike Wallace, giornalista statunitense (n. 1918)
- 7 aprile - Omer Šipraga, partigiano bosniaco (n. 1926)
- 8 aprile - Blair Kiel, giocatore di football americano statunitense (n. 1961)
- 8 aprile - Vojtěch Petr, cestista cecoslovacco (n. 1955)
- 8 aprile - Fabio Soldaini, calciatore italiano (n. 1931)
- 8 aprile - Jack Tramiel, superstite dell'Olocausto e imprenditore polacco (n. 1928)
- 8 aprile - Nell Truman, tennista britannica (n. 1945)
- 9 aprile - Takeshi Aono, attore e doppiatore giapponese (n. 1936)
- 9 aprile - José Guardiola, cantante spagnolo (n. 1930)
- 9 aprile - Mark Lenzi, tuffatore statunitense (n. 1968)
- 9 aprile - Miriam Mafai, giornalista, scrittrice e politica italiana (n. 1926)
- 9 aprile - Boris Dmitrievič Parygin, filosofo russo (n. 1930)
- 9 aprile - Giuseppe Taffarel, regista, attore e sceneggiatore italiano (n. 1922)
- 10 aprile - Luis Aponte Martínez, cardinale e arcivescovo cattolico portoricano (n. 1922)
- 10 aprile - Barbara Buchholz, musicista tedesca (n. 1959)
- 10 aprile - Maria Pia Casilio, attrice italiana (n. 1935)
- 10 aprile - Lili Chookasian, contralto statunitense (n. 1921)
- 10 aprile - Gianni Marchetti, compositore, arrangiatore e direttore d'orchestra italiano (n. 1933)
- 10 aprile - Angelo Rossi, compositore, arrangiatore e partigiano italiano (n. 1924)
- 10 aprile - Afewerk Tekle, artista etiope (n. 1932)
- 10 aprile - Giulio Sascia Tignino, politico italiano (n. 1933)
- 11 aprile - Ahmed Ben Bella, politico e rivoluzionario algerino
- 11 aprile - Misbach Yusa Biran, regista, sceneggiatore e giornalista indonesiano (n. 1933)
- 11 aprile - Vincenzo Ferrari, artista italiano (n. 1941)
- 11 aprile - Gustaf Jansson, maratoneta svedese (n. 1922)
- 11 aprile - Hal McKusick, sassofonista e clarinettista statunitense (n. 1924)
- 12 aprile - Vladimir Astapovskij, calciatore sovietico (n. 1946)
- 12 aprile - Kellon Baptiste, calciatore grenadino (n. 1973)
- 12 aprile - Liz Ferris, tuffatrice britannica (n. 1940)
- 12 aprile - Mario Gismondi, giornalista italiano (n. 1926)
- 12 aprile - Nico Tirone, cantante italiano (n. 1944)
- 13 aprile - Victor Arnold, attore statunitense (n. 1936)
- 13 aprile - Mario Gherarducci, giornalista, scrittore e pallanuotista italiano (n. 1933)
- 14 aprile - Rino Bon, calciatore e allenatore di calcio italiano (n. 1940)
- 14 aprile - Émile Bouchard, hockeista su ghiaccio canadese (n. 1919)
- 14 aprile - William Finley, attore statunitense (n. 1940)
- 14 aprile - Jonathan Frid, attore canadese (n. 1924)
- 14 aprile - Verónica Gómez, pallavolista venezuelana (n. 1985)
- 14 aprile - Stane Krstulović, calciatore jugoslavo (n. 1929)
- 14 aprile - Eddie May, allenatore di calcio e calciatore inglese (n. 1943)
- 14 aprile - Piermario Morosini, calciatore italiano (n. 1986)
- 14 aprile - Peter Mullins, multiplista, cestista e allenatore di pallacanestro australiano (n. 1926)
- 14 aprile - Martin Poll, produttore cinematografico e produttore televisivo statunitense (n. 1922)
- 14 aprile - Kenneth Weishuhn, statunitense (n. 1997)
- 15 aprile - Paul Bogart, regista e produttore televisivo statunitense (n. 1919)
- 15 aprile - Stefano De Fiores, presbitero italiano (n. 1933)
- 15 aprile - Jenny Olsson, fondista svedese (n. 1979)
- 15 aprile - Murray Rose, nuotatore australiano (n. 1939)
- 15 aprile - Dwayne Schintzius, cestista statunitense (n. 1968)
- 16 aprile - Marcelo Alfaro, attore e direttore teatrale argentino (n. 1953)
- 16 aprile - Edo Benedetti, politico e dirigente d'azienda italiano (n. 1922)
- 16 aprile - Marian Biskup, storico polacco (n. 1922)
- 16 aprile - Ernest Callenbach, critico cinematografico, scrittore e filosofo statunitense (n. 1929)
- 16 aprile - Teddy Charles, musicista e compositore statunitense (n. 1928)
- 16 aprile - Mærsk Mc-Kinney Møller, armatore danese (n. 1913)
- 16 aprile - Alfred Frank Millidge, aracnologo britannico (n. 1914)
- 16 aprile - Ngô Đình Lệ Quyên, funzionaria e giurista vietnamita (n. 1959)
- 16 aprile - Carlo Petrini, allenatore di calcio, calciatore e scrittore italiano (n. 1948)
- 17 aprile - Jake Carter, cestista e allenatore di pallacanestro statunitense (n. 1924)
- 17 aprile - Carmelo Del Noce, allenatore di calcio e calciatore italiano (n. 1932)
- 17 aprile - Ron Karabatsos, attore statunitense (n. 1933)
- 17 aprile - Loris Premuda, medico italiano (n. 1917)
- 18 aprile - Pavol Bencz, calciatore cecoslovacco (n. 1936)
- 18 aprile - Arthur Bottom, calciatore inglese (n. 1930)
- 18 aprile - José Cerviño Cerviño, vescovo cattolico spagnolo (n. 1920)
- 18 aprile - Dick Clark, conduttore televisivo, conduttore radiofonico e imprenditore statunitense (n. 1929)
- 18 aprile - Hillman Curtis, designer e regista statunitense (n. 1961)
- 18 aprile - Tina De Mola, soubrette, attrice e cantante italiana (n. 1923)
- 19 aprile - Enzo Bartoli, cestista italiano (n. 1916)
- 19 aprile - Greg Ham, musicista e compositore australiano (n. 1953)
- 19 aprile - Levon Helm, cantante, batterista e polistrumentista statunitense (n. 1940)
- 19 aprile - Edmundo Márquez, cestista e allenatore di pallacanestro messicano (n. 1933)
- 19 aprile - Valerij Vasil'ev, hockeista su ghiaccio sovietico (n. 1949)
- 20 aprile - Ayten Alpman, cantante turca (n. 1931)
- 20 aprile - Alfie Biggs, calciatore inglese (n. 1936)
- 20 aprile - Claudio Cangiotti, scacchista italiano (n. 1947)
- 20 aprile - Peter Carsten, attore tedesco (n. 1928)
- 20 aprile - Jaurès Pacifico Cecconi, matematico italiano (n. 1918)
- 20 aprile - Marcello Olivi, politico italiano (n. 1923)
- 20 aprile - Romolo dalla Chiesa, generale italiano (n. 1921)
- 21 aprile - Doris Betts, scrittrice statunitense (n. 1932)
- 21 aprile - Ramón Búa Otero, vescovo cattolico spagnolo (n. 1933)
- 21 aprile - Charles Colson, politico e predicatore statunitense (n. 1931)
- 21 aprile - Albert Falco, naturalista francese (n. 1927)
- 21 aprile - Leonid Isaakovič Menaker, regista sovietico (n. 1929)
- 22 aprile - Leopoldo Gamberini, compositore, direttore d'orchestra e direttore di coro italiano (n. 1922)
- 22 aprile - Francisco Majewski, calciatore uruguaiano (n. 1939)
- 23 aprile - Chris Ethridge, bassista, polistrumentista e compositore statunitense (n. 1947)
- 23 aprile - Harry Koch, calciatore svizzero (n. 1930)
- 23 aprile - Veriano Luchetti, tenore italiano (n. 1939)
- 25 aprile - Louis le Brocquy, pittore irlandese (n. 1916)
- 25 aprile - Franco Fraticelli, montatore italiano (n. 1928)
- 25 aprile - Moscelyne Larkin, ballerina statunitense (n. 1925)
- 25 aprile - Nicola Pugliese, scrittore italiano (n. 1944)
- 25 aprile - Paul L. Smith, attore statunitense (n. 1936)
- 26 aprile - Bernardo Colombo, statistico italiano (n. 1919)
- 26 aprile - Ajmone Finestra, politico italiano (n. 1921)
- 26 aprile - Ron Miller, giocatore di football americano statunitense (n. 1939)
- 26 aprile - Terry Spinks, pugile britannico (n. 1938)
- 26 aprile - Margie Stewart, modella statunitense (n. 1919)
- 27 aprile - František Procházka, hockeista su ghiaccio cecoslovacco (n. 1962)
- 27 aprile - Remigio Raimondi, psichiatra italiano (n. 1946)
- 28 aprile - Angelo Angelotti, criminale italiano (n. 1956)
- 28 aprile - Matilde Camus, poetessa e scrittrice spagnola (n. 1919)
- 28 aprile - Giorgio Consolini, cantante italiano (n. 1920)
- 28 aprile - Nick Hashu, cestista statunitense (n. 1917)
- 28 aprile - Pierre Magnan, scrittore francese (n. 1922)
- 28 aprile - Patricia Medina, attrice britannica (n. 1919)
- 28 aprile - Francisco Nóbrega, calciatore portoghese (n. 1942)
- 28 aprile - Rita Vicario, regista italiana (n. 1935)
- 29 aprile - Amarillo Slim, giocatore di poker statunitense (n. 1928)
- 29 aprile - Éric Charden, cantante, cantautore e scrittore francese (n. 1942)
- 29 aprile - Wiesław Chrzanowski, politico, avvocato e insegnante polacco (n. 1923)
- 29 aprile - Dick van Geet, scacchista olandese (n. 1932)
- 29 aprile - Shukri Ghanem, politico libico (n. 1942)
- 29 aprile - Joel Goldsmith, compositore statunitense (n. 1957)
- 29 aprile - Bernardino Alvaro Jovannitti, politico italiano (n. 1933)
- 29 aprile - Roland Moreno, inventore e imprenditore francese (n. 1945)
- 29 aprile - Lino Puglisi, baritono e attore italiano (n. 1930)
- 29 aprile - Mario Sabbatella, calciatore argentino (n. 1926)
- 29 aprile - Rolando Tamburini, politico e sindacalista italiano (n. 1923)
- 29 aprile - Jean Tschabold, ginnasta svizzero (n. 1925)
- 29 aprile - Ervin Zádor, pallanuotista ungherese (n. 1935)
- 30 aprile - Alexandru Dincă, pallamanista rumeno (n. 1945)
- 30 aprile - Ernesto Esposito, compositore italiano (n. 1939)
- 30 aprile - Napoleón Flores, cestista filippino (n. 1931)
- 30 aprile - Andrew Levane, cestista e allenatore di pallacanestro statunitense (n. 1920)
- 30 aprile - George Murdock, attore statunitense (n. 1930)
- 30 aprile - Benzion Netanyahu, storico israeliano (n. 1910)
- 30 aprile - Alexander Dale Oen, nuotatore norvegese (n. 1985)
- 30 aprile - Warren Whitlinger, cestista statunitense (n. 1914)